# Mary Hunter Austin
Mary Hunter Austin   (Carlinville, 9 de setembre de 1868 - Santa Fe, 13 d'agost de 1934) va ser una escriptora estatunidenca. El seu clàssic The Land of Little Rain (1903) (La terra en què plovia poc) descriu la fauna, flora i els habitants de la regió entre la Serra Nevada i el Desert del Mojave al sud de Califòrnia. Va ser una novel·lista, poetessa i crítica molt prolífica i una de les primeres feministes i defensores dels drets humans al seu país.